# Dinococs
Els dinococs (Deinococci) són un petit grup de bacteris que es compon de cocs altament resistents als perills ambientals. N'hi ha dos grups principals. Els dinococals inclouen un únic gènere, Deinococcus, amb diverses espècies que són resistents a la radioactivitat; han esdevingut cèlebres per la seva capacitat de menjar-se residus nuclears i altres materials tòxics, sobreviure al buit de l'espai i sobreviure a temperatures extremes. Els termals incluen diversos gèneres resistents a la calor. Thermus aquaticus fou important en el desenvolupament de la reacció en cadena de la polimerasa, en què cicles repetits d'escalfar ADN gairebé al punt d'ebullicio fa que sigui avantatjós utilitzar un enzim ADN polimerasa termoestable. Aquests bacteris tenen una paret cel·lular gruixuda que fa que siguin grampositius, però tenen una segona membrana, de manera que estructuralment són més propers als bacteris gramnegatius. Thomas Cavalier-Smith anomena aquest clade Hadobacteria (de l'Hades, l'infern grec).